# Saltos ornamentais nos Jogos Pan-Americanos de 2023 - Trampolim de 1 m individual masculino
A competição do trampolim de 1 m individual masculino dos saltos ornamentais nos Jogos Pan-Americanos de 2023 foi disputada em 21 de outubro de 2023 no Centro Aquático, localizado no cluster do Estádio Nacional. Um total de 20 saltadores de 12 Comitês Olímpicos Nacionais (CON) participaram do evento.

## Calendário
Horário local (UTC−3).
| Data          | Hora  | Fase         |
| ------------- | ----- | ------------ |
| 21 de outubro | 10:00 | Preliminares |
| 21 de outubro | 19:40 | Final        |

## Medalhistas
| Ouro   | MEX Osmar Olvera       |
| Prata  | DOM Jonathan Ruvalcaba |
| Bronze | COL Luis Uribe         |

## Resultados
Os doze primeiros colocados após as preliminares se classificaram para a final.
| Pos.              | Saltador               | CON                      | Preliminares | Preliminares | Final       | Final       |
| Pos.              | Saltador               | CON                      | Pontos       | Pos.         | Pontos      | Pos.        |
| ----------------- | ---------------------- | ------------------------ | ------------ | ------------ | ----------- | ----------- |
| Medalha de ouro   | Osmar Olvera           | MEX México               | 366.00       | 3            | 424.70      | 1           |
| Medalha de prata  | Jonathan Ruvalcaba     | DOM República Dominicana | 374.40       | 2            | 384.90      | 2           |
| Medalha de bronze | Luis Uribe             | COL Colômbia             | 339.80       | 7            | 371.20      | 3           |
| 4                 | Lyle Yost              | USA Estados Unidos       | 382.65       | 1            | 365.35      | 4           |
| 5                 | Jesús Liranzo          | PER Peru                 | 348.15       | 5            | 361.45      | 5           |
| 6                 | Luis Cañabate          | CUB Cuba                 | 354.20       | 4            | 357.20      | 6           |
| 7                 | Jack Ryan              | USA Estados Unidos       | 341.65       | 6            | 339.50      | 7           |
| 8                 | Daniel Restrepo        | COL Colômbia             | 322.70       | 11           | 339.35      | 8           |
| 9                 | Donato Neglia          | CHI Chile                | 324.40       | 10           | 336.15      | 9           |
| 10                | Frandiel Gómez         | DOM República Dominicana | 317.20       | 12           | 335.00      | 10          |
| 11                | Yona Knight-Wisdom     | JAM Jamaica              | 316.10       | 13           | 318.60      | 11          |
| 12                | Rafael Fogaça          | BRA Brasil               | 333.30       | 8            | 236.85      | 12          |
| 13                | Thomas Ciprick         | CAN Canadá               | 327.60       | 9            | WD          | WD          |
| 14                | Jesús González         | VEN Venezuela            | 315.60       | 14           | Não avançou | Não avançou |
| 15                | Rodrigo Diego          | MEX México               | 314.10       | 15           | Não avançou | Não avançou |
| 16                | Carlos Escalona        | CUB Cuba                 | 313.35       | 16           | Não avançou | Não avançou |
| 17                | Rafael Max             | BRA Brasil               | 310.90       | 17           | Não avançou | Não avançou |
| 18                | Yohan Esrick-Parkinson | JAM Jamaica              | 283.90       | 18           | Não avançou | Não avançou |
| 19                | Diego Carquín          | CHI Chile                | 243.90       | 19           | Não avançou | Não avançou |
| —                 | Santiago Chóez         | ECU Equador              | DNS          | DNS          | DNS         | DNS         |